# Zoologická zahrada v Dárdžilingu
Zoologická zahrada v Dárdžilingu (oficiální název je Padmaja Naidu Himalayan Zoological Park) se nachází ve městě Dárdžiling v indickém státu Západní Bengálsko. Má rozlohu 27 hektarů. Zoologická zahrada byla otevřena v roce 1958. Nachází se v nadmořské výšce 2134 m. Je to nejvýše položená zoo v Indii. Specializuje se na chov horských zvířat a úspěšně chová v zajetí sněžné leopardy, kriticky ohrožené tibetské vlky a pandy červené. Má návštěvnost asi 300 000 návštěvníků za rok. Zoologická zahrada je dnes pojmenována po bývalé guvernérce státu Západní Bengálsko.
Předmětná zoologická zahrada slouží pro program pandy červené v Indii jako ústřední orgán. Je také členem Světové asociace zoologických zahrad a akvárií.

## Historie

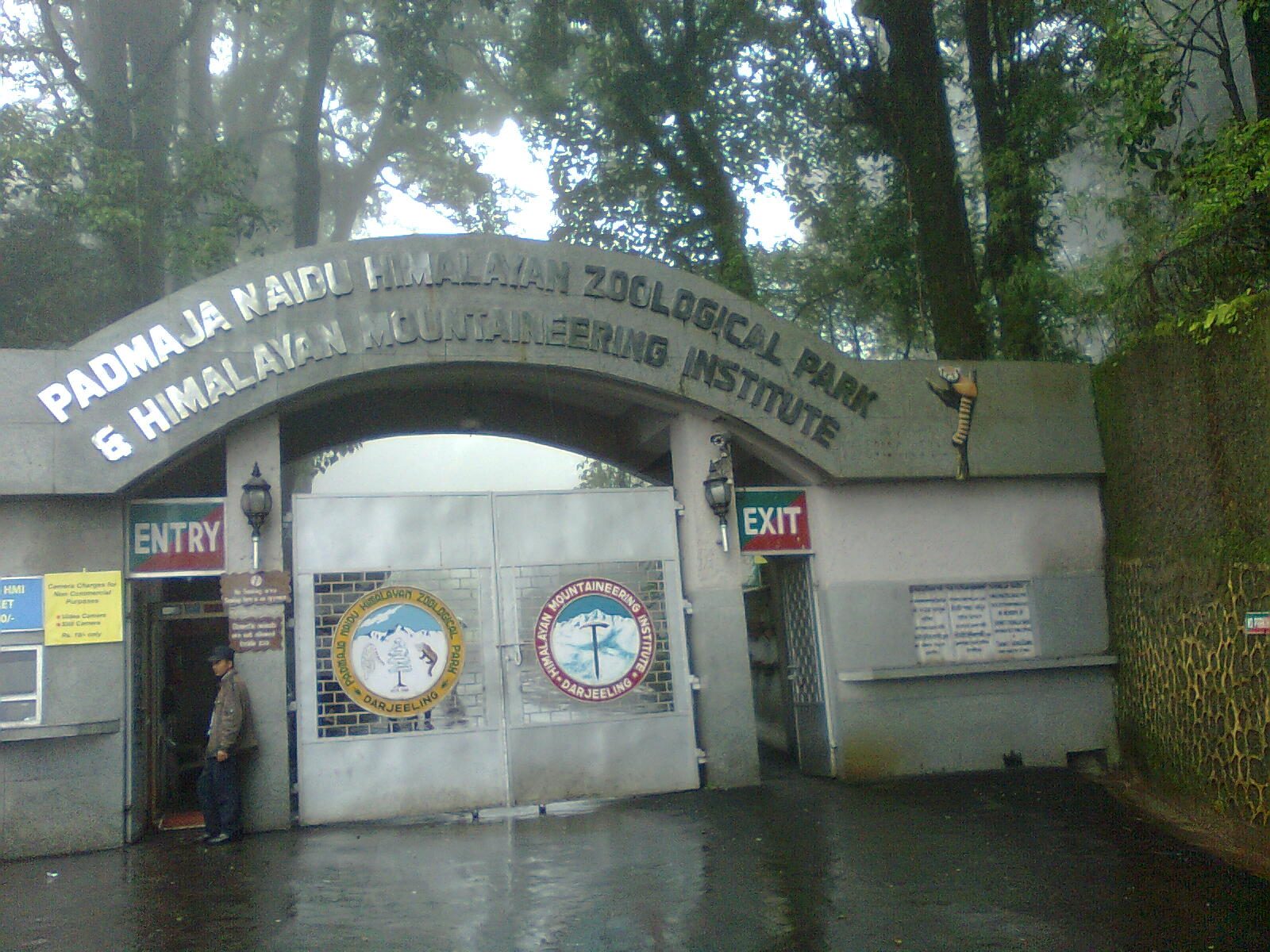
Brána zoo

Zoo byla založena 14. srpna 1958 společně vládou Indie a vládou Západního Bengálska (formou joint venture) s cílem studovat a chránit himálajskou faunu. Jejím prvním ředitelem a zakladatelem byl Dilip Kumar Dey. Pracoval ve správě lesů a měl jasný záměr vytvořit vysokohorskou zoologickou zahradu, specializovanou především na himálajskou faunu. Bývalý sovětský premiér Nikita Chruščov věnoval v roce 1960 zoologické zahradě cenný pár ussurijských tygrů. Zoo nyní chová řadu zvířat, např. sněžné leopardy, pandy červené, goraly tmavé, sibiřské tygry a mnoho ohrožených ptáků. Nicméně, zvířata mohou být časem ohrožena stoupající teplotou v této horské oblasti.
Zoologická zahrada se v lednu 1972 stala registrovanou společností a náklady byly rozděleny mezi vládu Indie a vládu Západního Bengálska. V květnu 1993 byla zoo převedena pod západobengálské ministerstvo lesů. Dnešní název získala v roce 1975, kdy zahradu v Dárdžilingu navštívila ministerská předsedkyně Indira Gándhíová.

## Záchrana zvířat

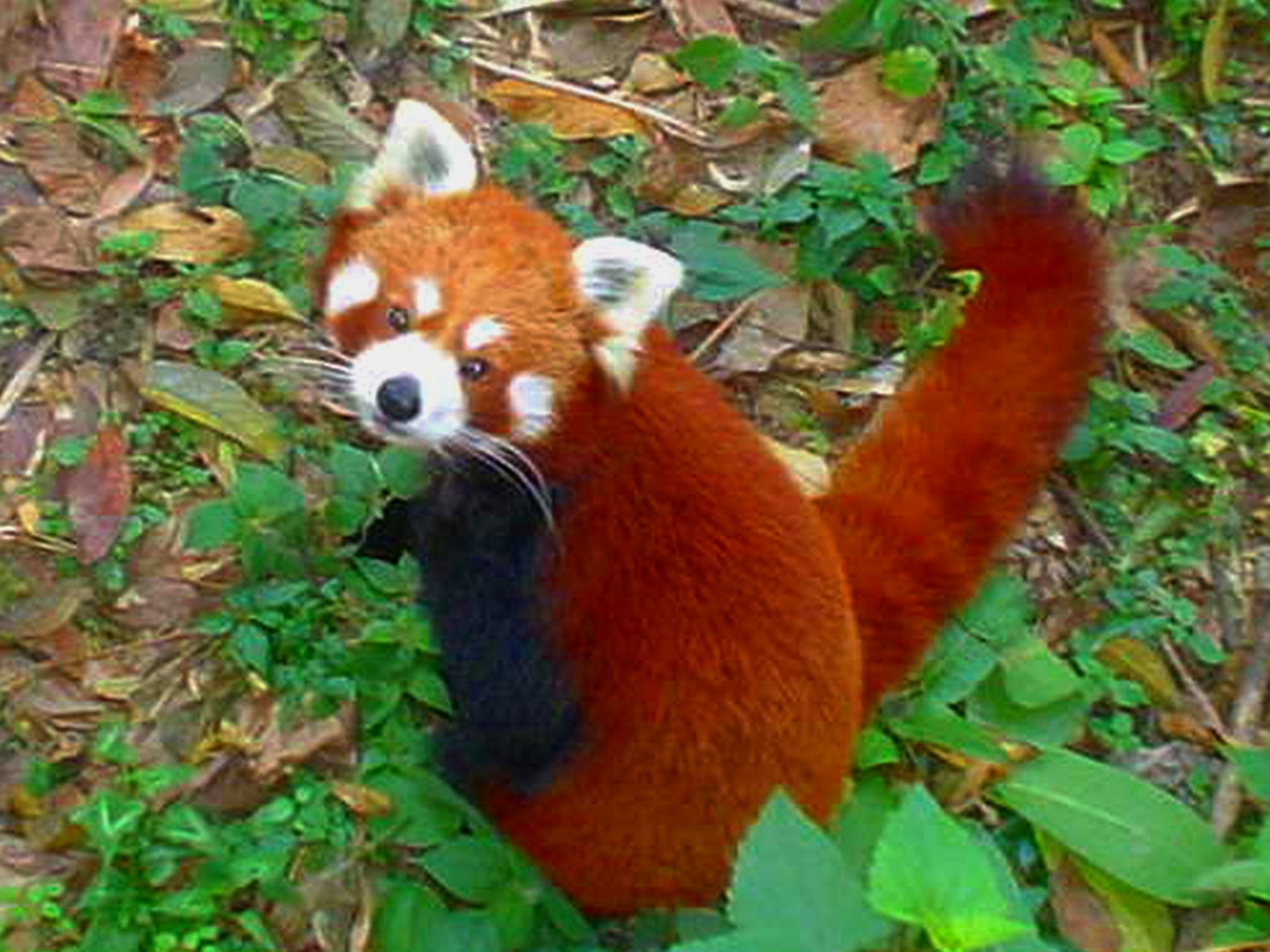
Červená panda v zoologické zahradě v Dárdžilingu

Zoo má rozmnožovací centrum pro sněžné leopardy a pandy červené. Chov sněžných leopardů v zajetí byl zahájen v roce 1983. Leopardi byli dodáni do zoo v Curychu, do Spojených států a do Léhu. Program chovu pandy červené byl zahájen v roce 1994. Zvířata byla dodána do zoo v Madridu, Rotterdamu a do Belgie. Dále v zoologické zahradě chovají např. tato zvířata:
- tahr himálajský,
- nahur modrý,
- bažant lesklý,
- bažant paví šedý,
- trnočolek bradavčitý,
- bažant krvavý,
- satyr obecný.

Zoo je ve světě známá svými programy na zachování ohrožených zvířat pandy červené, trnočolka bradavčitého, tibetského vlka a sněžného leoparda.

## Galerie

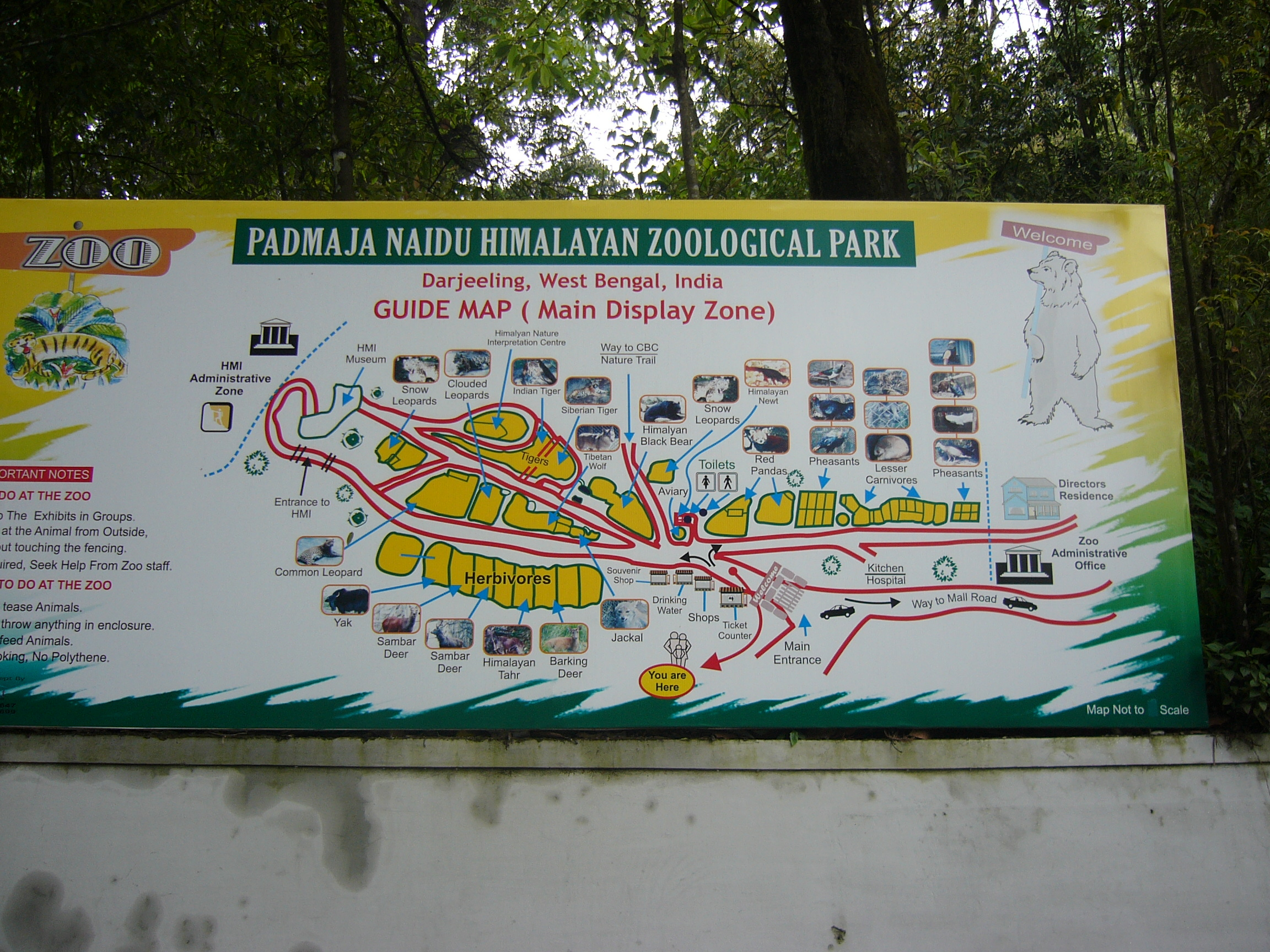
Plán zoo v Dárdžilingu
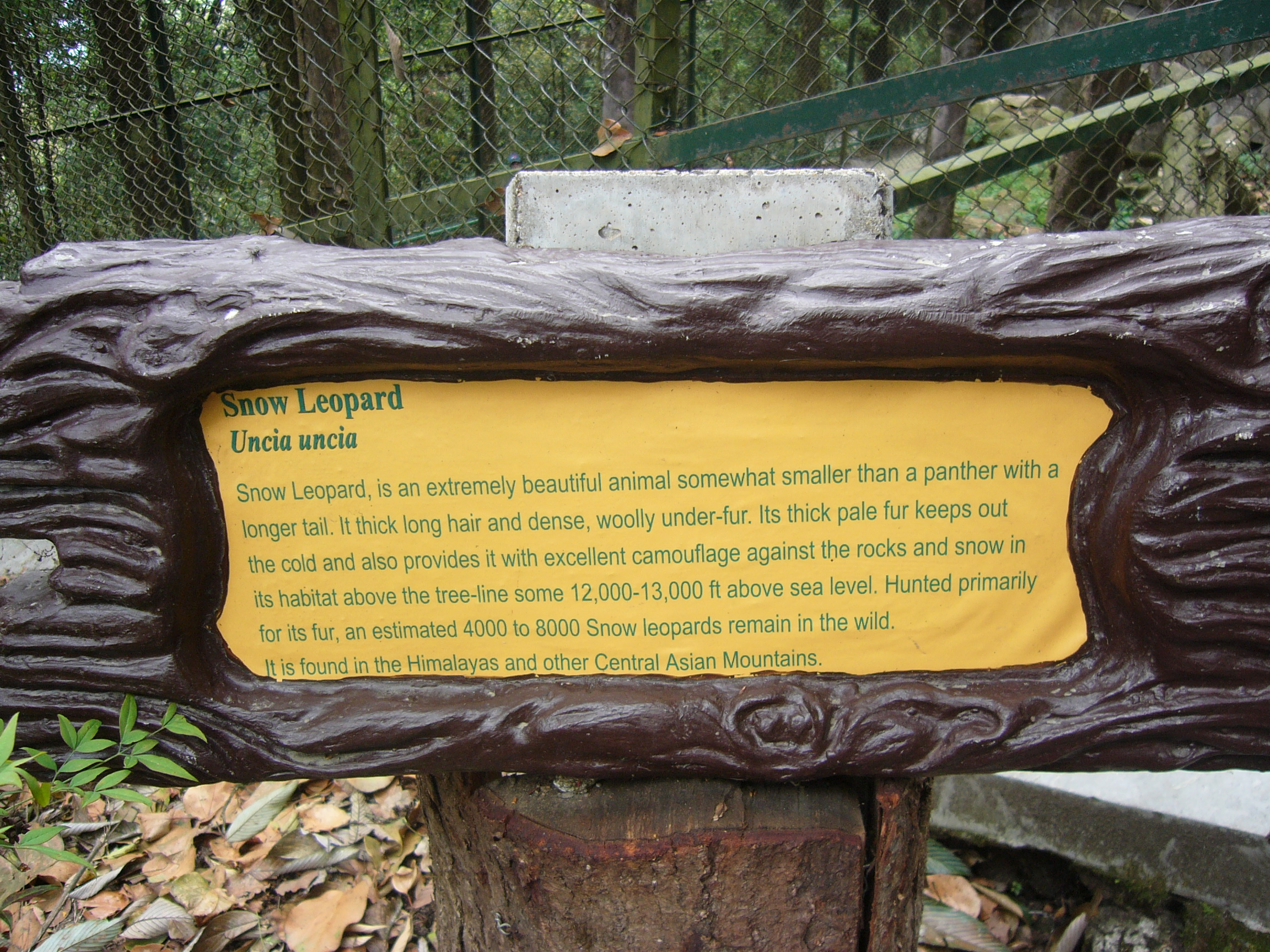
O sněžném leopardovi
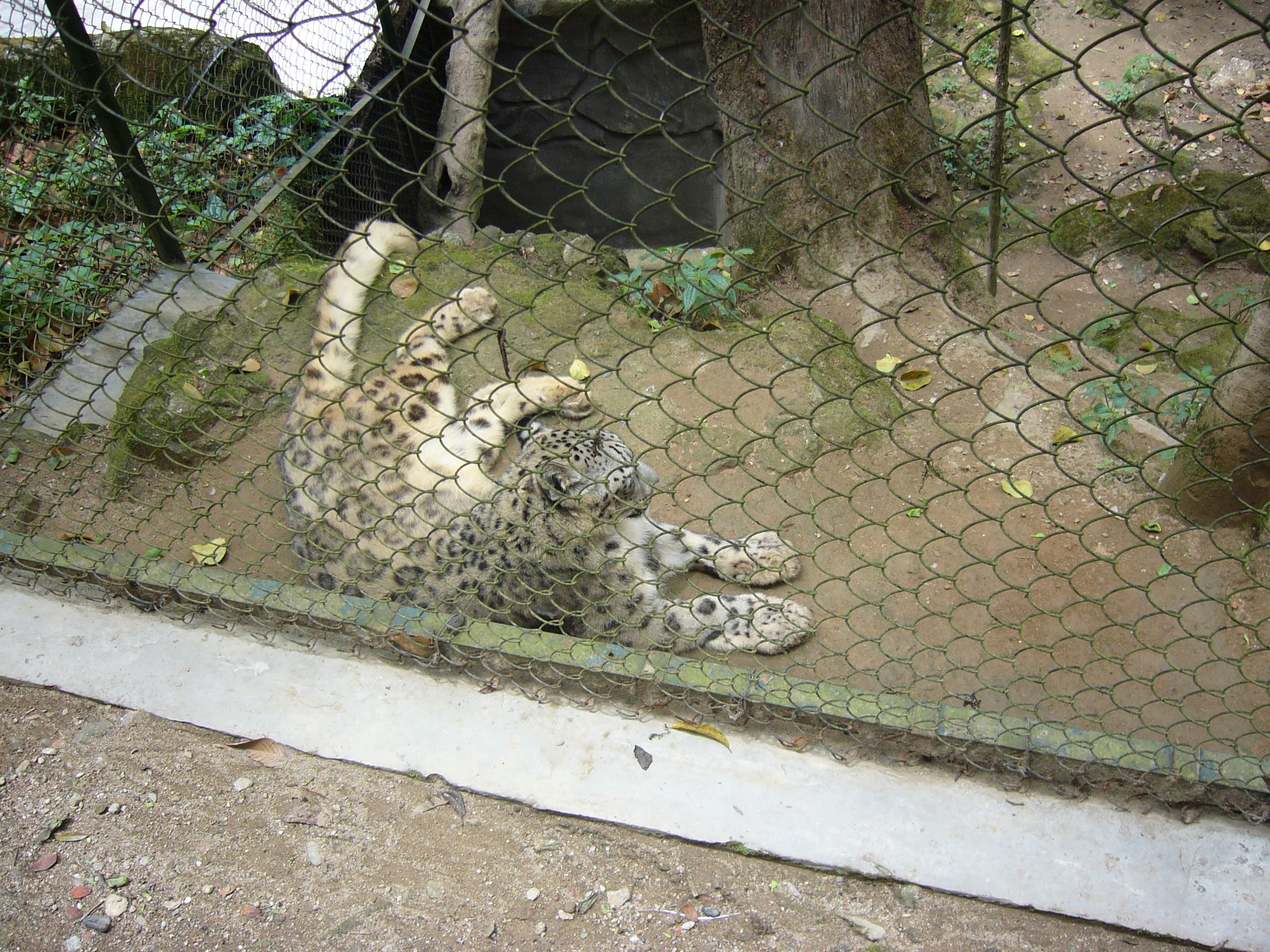
Sněžný leopard
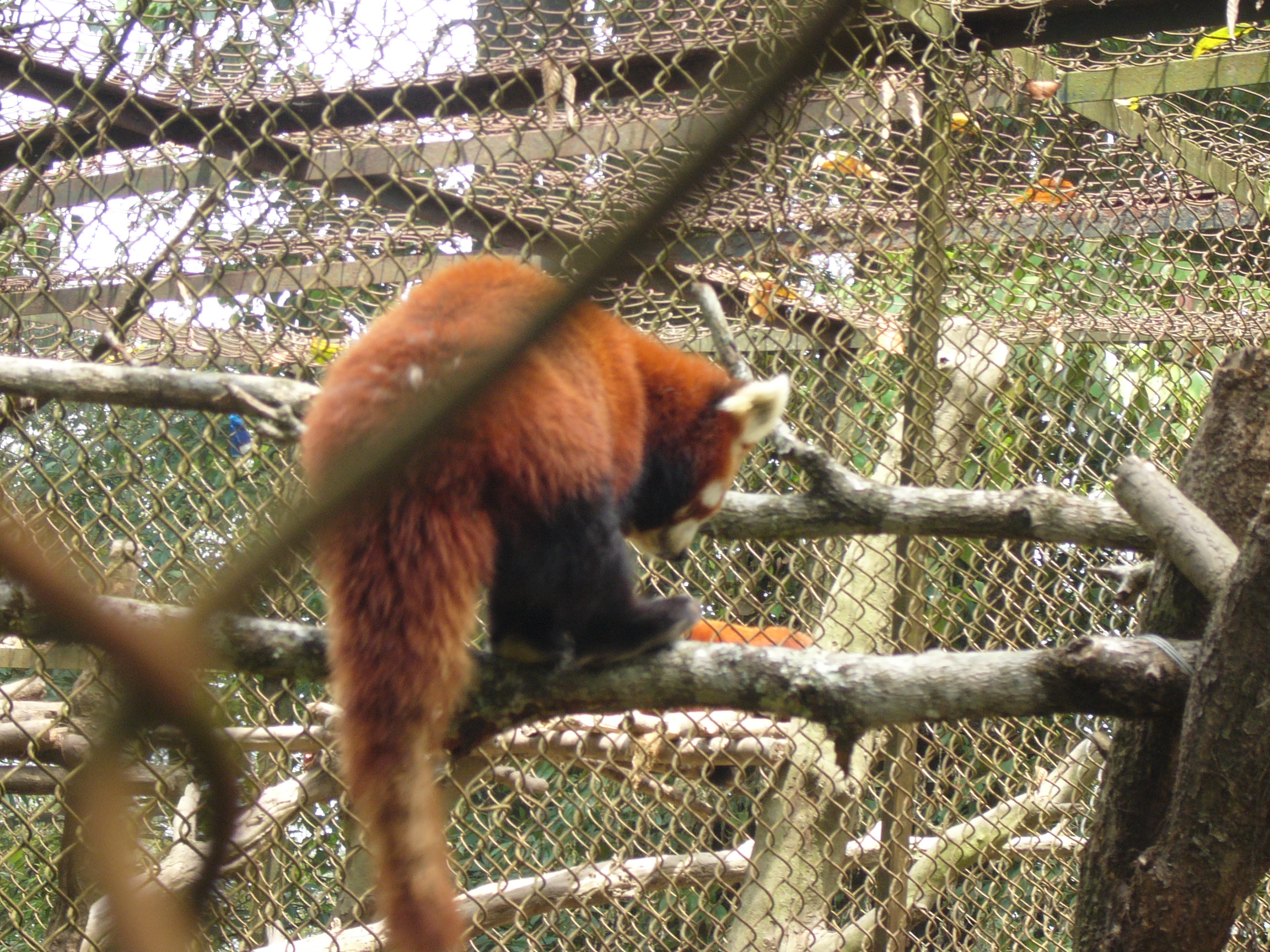
Panda červená
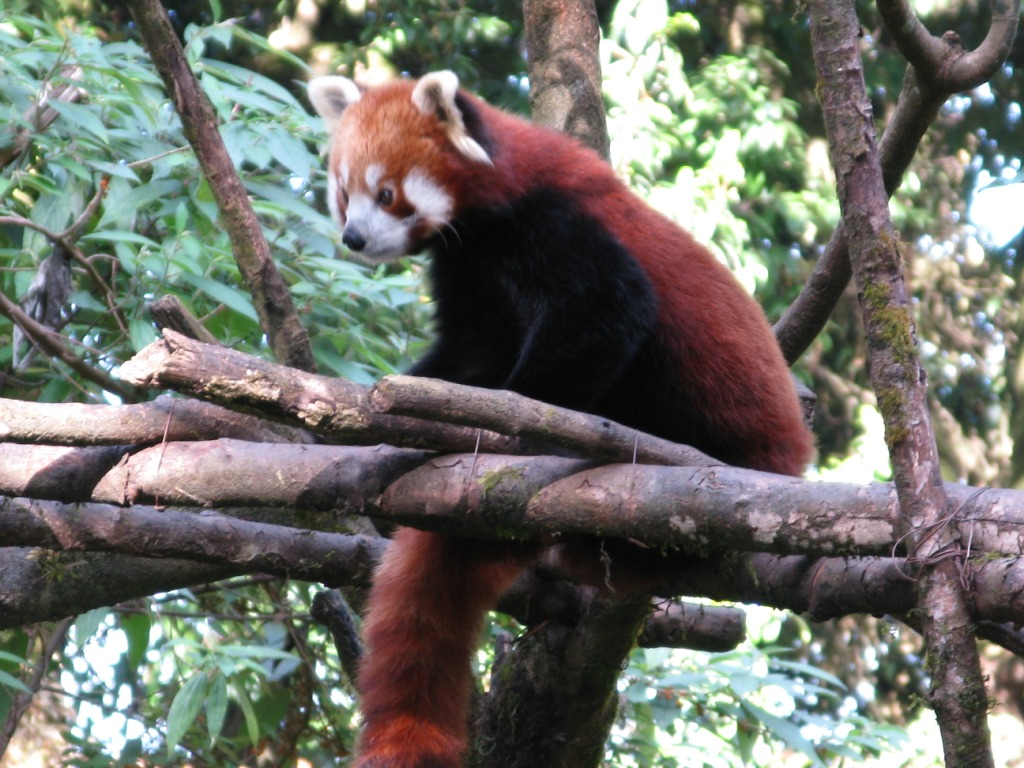
Panda červená
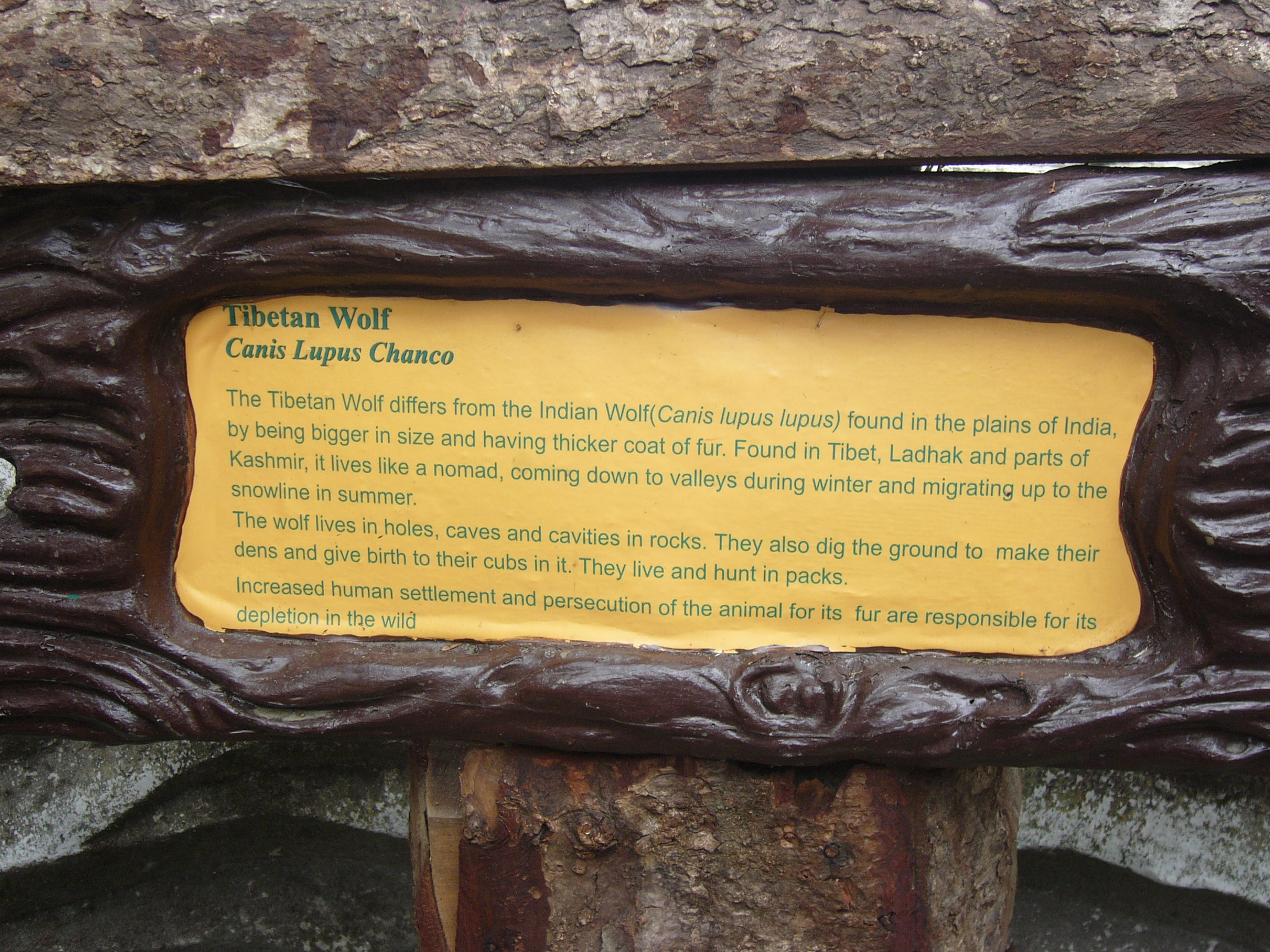
O tibetském vlkovi
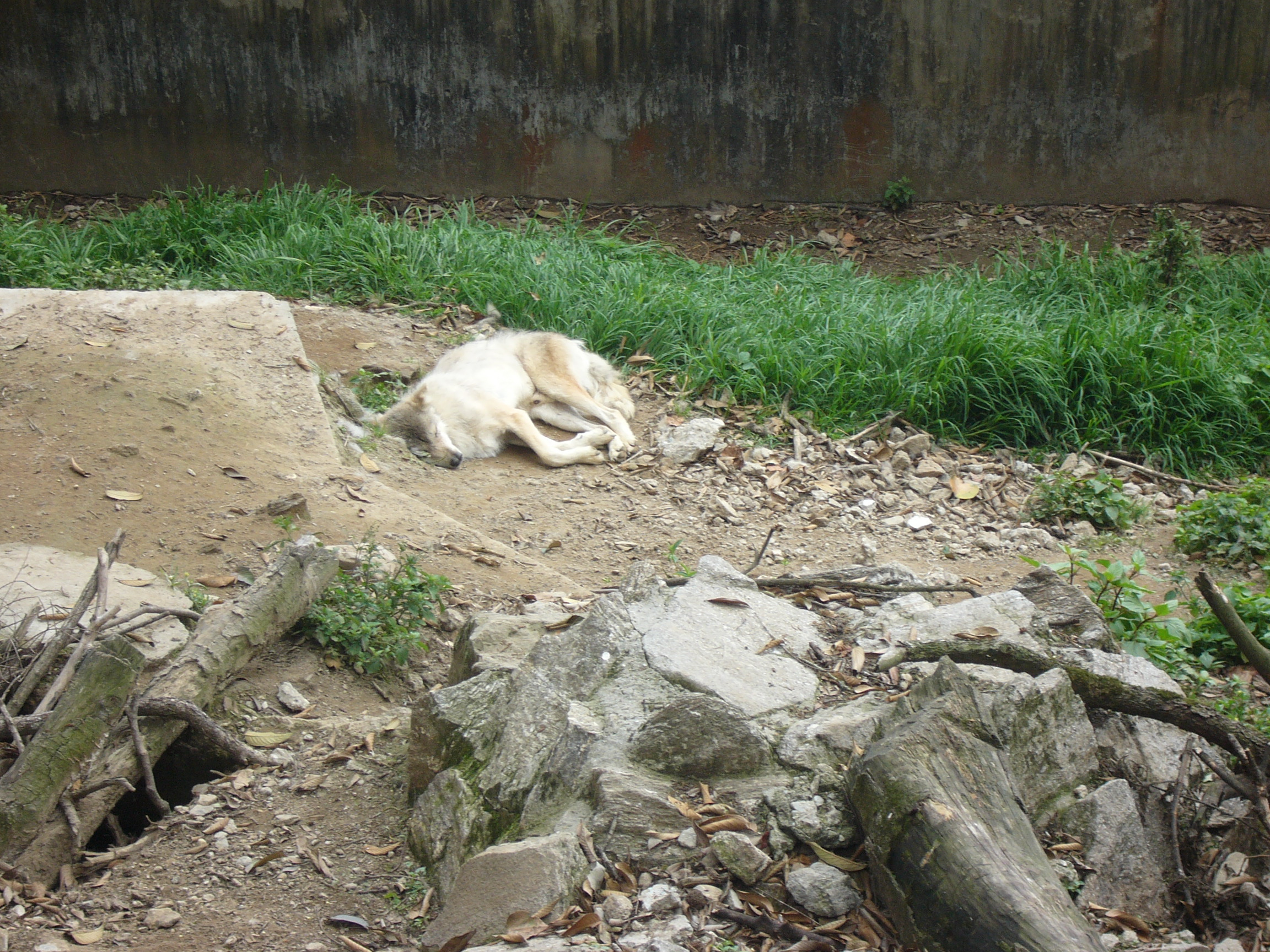
Tibetský vlk